# Mnioes erythropoda
Mnioes erythropoda är en stekelart som först beskrevs av Cameron 1886.  Mnioes erythropoda ingår i släktet Mnioes och familjen brokparasitsteklar. Inga underarter finns listade i Catalogue of Life.